# جيمستاون (فرجينيا)

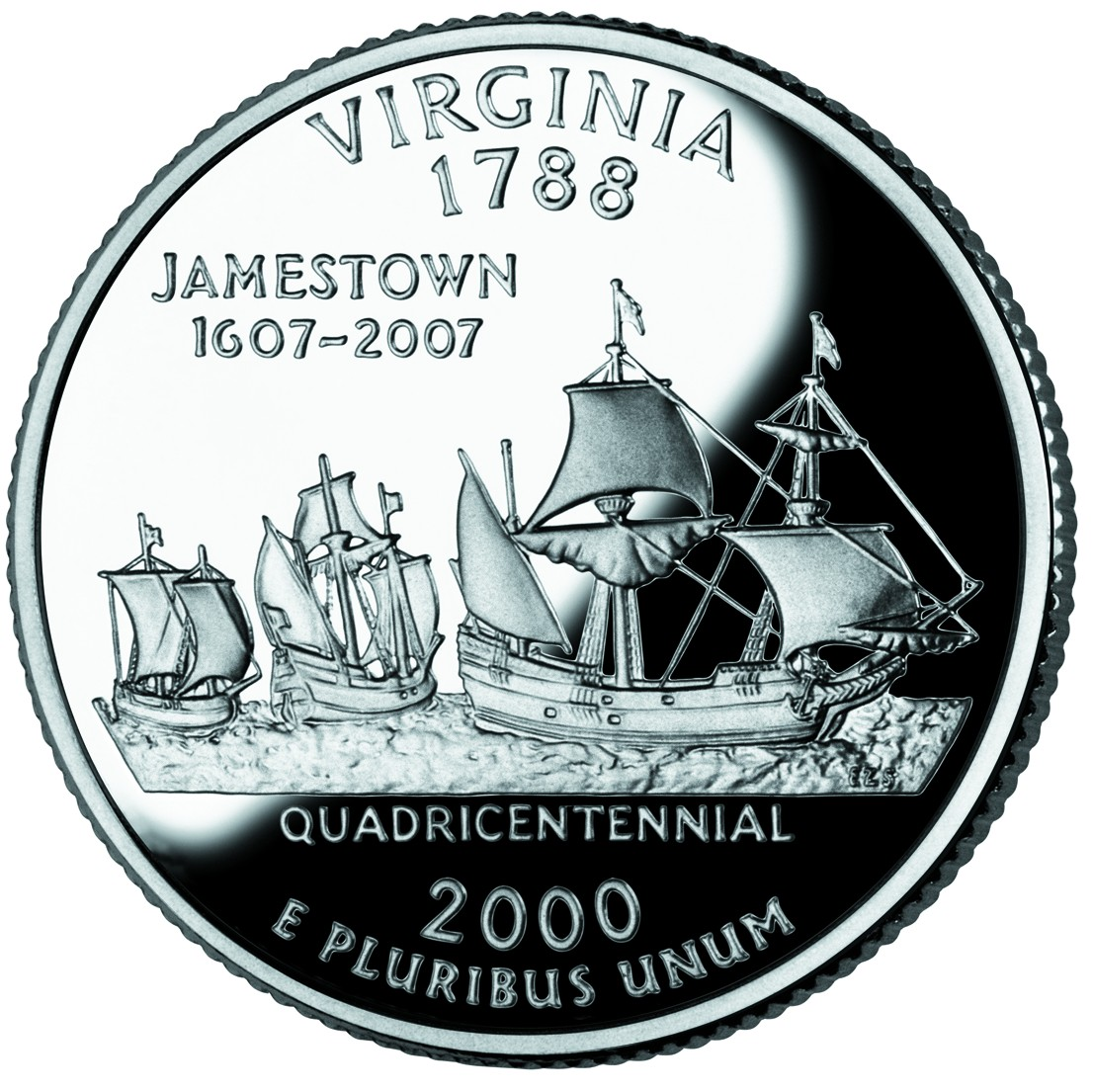
جيمستاون على عملة من فرجينيا

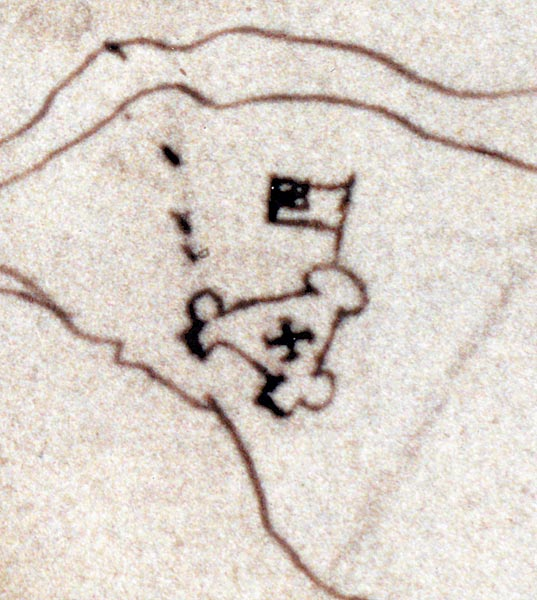
خريطة جيمستاون يرجع تاريخها لعام 1608

جيمستاون في ولاية فرجينيا (بالإنجليزية: Jamestown, Virginia)‏، كانت مستوطنة في مستعمرة فيرجينيا البريطانية.
تأسست في 14 مايو سنة 1607 (تحت اسم جيمسفورت (بالإنجليزية: James Fort)‏) علي يد شركة لندن و تعد أول مستعمرة بريطانية دائمة في أمريكا الشمالية بعد عدة محاولات سابقة فاشلة مثل مستعمرة روانوك.
ظلت جيمستاون عاصمة لمستعمرة فيرجينيا لمدة 83 سنة من عام 1616 و حتى عام 1699. في غضون عام من إنشائها قامت شركة لندن باستجلاب مهاجرين من بولندا و هولندا لتنميتها. و في عام 1619 تم استجلاب بعض العبيد الأفارقة.
تزعم برمودا، المستعمرة الثانية لشركة لندن، أنها تحتوي على أقدم مدينة في العالم الجديد الإنجليزي، حيث أسست مدينة سانت جورج في برمودا عام 1612، حين كانت تسمي لندن الجديدة. بينما تحولت جيمستاون إلى مدينة في عام 1619. و في عام 1699 انتقلت العاصمة من جيمستاون إلى حيث توجد اليوم مدينة ويليامسبيرج في ولاية فيرجينيا، و لم تعد جيمستاون موجودة إلا كموقع أثري إلي اليوم.